# 15-й проезд Марьиной Рощи
15-й прое́зд Ма́рьиной Ро́щи  — улица на севере Москвы в районе Марьина Роща Северо-Восточного административного округа, между Шереметьевской улицей и   Огородным проездом . Назван по местности Марьина Роща, находившейся вблизи деревни Марьино (на месте нынешней Калибровской улицы). 9-15-й проезды Марьиной Рощи до 1929 года назывались, соответственно, 1—7-й проезды Марьиной Рощи за линией железной дороги.

## Расположение
Проходит с юго-востока на северо-запад, начинается от  Шереметьевской улицы как продолжение улицы Веткина и переходит в Огородный проезд.